# Mathias Gey
Mathias Gey est un fleurettiste allemand né le 7 juillet 1960 à Tauberbischofsheim.

## Carrière
Mathias Gey participe à l'épreuve de fleuret par équipe lors des Jeux olympiques d'été de 1984 à Los Angeles et remporte avec ses partenaires ouest-allemands Matthias Behr, Harald Hein, Klaus Reichert et Frank Beck la médaille d'argent. Il termine sixième de l'épreuve individuelle. Aux Jeux olympiques d'été de 1988 à Séoul, il remporte une nouvelle médaille d'argent dans l'épreuve de fleuret par équipe avec Matthias Behr, Thorsten Weidner, Ulrich Schreck et Thomas Endres. Gey termine huitième de l'épreuve individuelle.